# Liste der Officers des Order of Canada/F
Diese Liste gibt einen Überblick aller Personen, die mit der Auszeichnung Officer of the Order of Canada ausgezeichnet wurden.

## F
1. Richard Fadden
2. Joe Fafard
3. Barker Fairley
4. R. Gordon L. Fairweather
5. Jean-Charles Falardeau
6. Betty Farrally-Ripley
7. Clarence B. Farrar
8. Françoise Faucher
9. Marc Favreau
10. Wasyly Fedak
11. Sylvia Olga Fedoruk
12. William Feindel
13. Victor Feldbrill
14. Anthony S. Fell
15. Ivan Peter Fellegi
16. Kathleen Fenwick
17. Colm Feore (2013)
18. Max Ferguson
19. Muriel Fergusson
20. Jean-Pierre Ferland
21. Janina Fialkowska
22. Denise Filiatrault
23. Hervé Filion
24. Gary Filmon (2009)
25. Gerald Hunter Finley (2014)
26. Timothy Findley
27. Jacob Finkelman
28. B. Brett Finlay
29. Gilbert Finn
30. Edouard Fiset
31. John W. Fisher
32. Nigel Fisher (2013)
33. Philip S. Fisher
34. Sidney Thomson Fisher
35. James Douglas Fleck
36. Jacques Flynn
37. Robert Edward Folinsbee
38. Phil Fontaine (2012)
39. Stephen Fonyo
40. Kenneth K. Forbes
41. Jean Beatrice Forest
42. Claude E. Forget
43. Judith D. Forst
44. D’Iberville Fortier
45. Louis Fortier
46. Paul-André Fortier (2012)
47. Suzanne Fortier
48. Yves O. Fortier
49. David W. Foster
50. Harry E. Foster
51. Norman Foster
52. Jean Arthur Fournier
53. Paul M. Fournier
54. Robert H. Fowler
55. Robert M. Fowler
56. Robert R. Fowler (2011)
57. John Verner Fowles
58. Michael J. Fox (2010)
59. Paul Wesley Fox
60. Eduardo L. Franco
61. Margot Franssen
62. Donald A. S. Fraser (2011)
63. F. Clarke Fraser
64. John Allen Fraser
65. John Foster Fraser
66. Roderick D. Fraser
67. Sheila Fraser
68. Louise Fréchette
69. George A. Frecker
70. Delwyn George Fredlund
71. Harry Freedman
72. Samuel Freedman
73. Samuel O. Freedman
74. Laurence Freeman (2009)
75. Lawrence Freiman
76. David Benson French
77. Susan French (2014)
78. Bruno B. Freschi
79. Monique Frize
80. Barbara Frum
81. Jean-Paul Fugère
82. Robert Fulford
83. Michael Fullan (2012)
84. Douglas H. Fullerton
85. E. Margaret Fulton
86. Davie Fulton
87. John Furlong (2010)